# Jan II Angelos
Jan II Angelos (zm. 1318) – władca Tesalii w latach 1303 – 1318. Syn Konstantyna Angelosa.

## Życiorys
Początkowo ciężko chory młodzieniec pozostawał pod kuratelą księcia Aten Gwidona de la Roche. Po jego śmierci w 1308 roku, młody władca stanął natychmiast wobec zagrożenia ze strony Kompanii Katalońskiej, która zerwawszy porozumienie z Paleologami pustoszyła wybrzeże Morza Egejskiego. W latach 1309 – 1310 Katalończycy opanowali Tesalię łupiąc ją bezlitośnie. Kraj znajdował się całkowicie w rękach wielkich feudałów i stanowił łatwy łup. Jan II, który utrzymywał dobre stosunki z cesarzem Andronikiem II i zaręczył się nawet z jego nieślubną córką Ireną – wspomagany przez siły bizantyńskie zdołał wyprzeć Katalończyków. Jednak już w następnym roku ponownie najechali Tesalię w porozumieniu z księciem Aten Walterem z Brienne, zamierzającym podbić rozprzęgające się państwo. Narastające animozje pomiędzy zdobywcami, które w niedługim czasie doprowadziły do zbrojnego konfliktu, jeszcze raz pozwoliły państwu tesalskiemu przetrwać. Ostatni władca Tesalii zmarł w 1318 roku. Po jego śmierci północną część kraju zajęli Bizantyńczycy, a południową ze stolicą w Neai Patrai Katalończycy władający od 1311 roku księstwem Aten. Wenecjanie zajęli port Pteleon. O wykrojenie księstw dla siebie podjęli też walki najwięksi magnaci – szczególnie stary arystokratyczny ród Melissenów.